# Río Jadazhka
El río Jadazhka (del ruso: Хадажка) es un río del raión de Apsheronsk del krai de Krasnodar, del sur de Rusia, afluente por la derecha del río Pshish, de la cuenca del río Kubán. 

## Curso
Nace en las vertientes septentrionales del Gran Cáucaso, 7 km al sur de Travaliov. Al inicio de sus 22 km de curso discurre ene dirección nordeste para poco después tomar rumbo noroeste, atraviesa la antedicha localidad y traza una curva al nordeste en su entrada a Jadyzhensk, donde desemboca en dirección noroeste en la orilla derecha del Pshish.